# Малый Уран
Ма́лый Уран — река в Оренбургской области России.

## География
Протекает по территории Александровского, Новосергиевского, Красногвардейского и Сорочинского районов. Является правым притоком реки Самары. Бассейн реки расположен в области плато Высокого Заволжья, в лесостепной зоне.

## Гидрология
Длина реки — 197 км, площадь водосбора — 2330 км².
Долина реки на этом участке асимметричная с широкой поймой, изрезанной старицами и озёрами (озера Длинное, Кривое). Ширина поймы изменяется от 0,5 до 2,0 км. Растительность поймы луговая и кустарниковая. В период высокого весеннего половодья пойма затопляется на глубину 1,0—1,5 м, в обычные годы затопляются наиболее пониженные участки.
Русло умеренно извилистое, преимущественно неразветвлённое. Ширина в межень изменяется от 13 до 30 м, глубина от 0,6 до 2,0 м. Берега, в основном, крутые, покрытые лесом и кустарником, местами луговой растительностью. В половодье берега слабо размываются.
Скорость течения в межень на перекатах 0,2—0,3 м/с, на плёсах не более 0,1 м/с.
Водный режим реки Малый Уран и её притоков характеризуется резко выраженной волной весеннего половодья с интенсивным повышением уровня воды, вызываемым таянием снежного покрова в бассейне, и низкой устойчивой меженью, во время которой водотоки переходят в основном на грунтовое питание.
Весеннее половодье начинается обычно в конце марта — начале апреля. Подъём уровня происходит резко и продолжается обычно от 5 до 15 дней. Максимум половодья наблюдается преимущественно в середине апреля, а в случае ранней или поздней весны смещается соответственно на начало или конец месяца.

## Основные притоки
(расстояние от устья)
- 20 км — река Боровка (пр)
- 33 км — река Толкаевка (лв)
- 38 км — река Кинзелька (пр)

## Данные водного реестра
По данным государственного водного реестра России и геоинформационной системы водохозяйственного районирования территории РФ, подготовленной Федеральным агентством водных ресурсов:
- Бассейновый округ — Нижневолжский
- Речной бассейн — Волга от верховий Куйбышевского водохранилища до впадения в Каспийское море
- Речной подбассейн — отсутствует
- Водохозяйственный участок — Самара от Сорочинского гидроузла до водомерного поста у села Елшанка